# Сахань, Вера Михайловна
Вера Михайловна Сахань — советский хозяйственный и политический деятель.

## Биография
Родилась в 1924 году. Член КПСС с 1960 года.
В 1942—1952 гг. — шофёр автобазы, шофёр завода, в 1952—1980 гг. — шофер автокомбината № 1 города Бельцы Молдавской ССР.
Избиралась депутатом Верховного Совета СССР 9-го созыва. Делегат XXIV съезда КПСС.
Жила в Бельцах.

## Награды
- Орден Ленина
- Орден Трудового Красного Знамени (дважды)